# Железнодорожный музей Замбии
Железнодорожный музей Замбии расположен в городе Ливингстон на юге Замбии.
Музей расположен в южной части города недалеко от вокзала в восстановленных зданиях железнодорожного депо ныне не функционирующей лесопилки Замбези и на прилегающих к зданию депо путях.
Главными экспонатами музея являются паровозы времён колониальных железных дорог — локомотивы бывшей южноафриканской железной дороги контролировавшейся Британской Южно-Африканской компанией. Также широко представлены образцы грузовых и пассажирских вагонов. Сохранность экспонатов не очень высокая, в частности имеется ржавчина на металлических деталях, разбиты буферные фонари и прожекторы
Открытие музея по утрам происходит после традиционного удара в рельс.